# Стрільницька волость
Стрільницька волость — історична адміністративно-територіальна одиниця Борзнянського повіту Чернігівської губернії з центром у селі Стрільники.
Станом на 1885 рік складалася з 12 поселень, 21 сільська громада. Населення — 4909 осіб (2350 чоловічої статі та 2559 — жіночої), 950 дворових господарств.
|                     | Площа, десятин | У тому числі орної, дес. |
| ------------------- | -------------- | ------------------------ |
| Сільських громад    | 5171           | 4364                     |
| Приватної власності | 5349           | 4350                     |
| Іншої власності     | 100            | 89                       |
| Загалом             | 10620          | 8803                     |

Основні поселення волості:
- Стрільники — колишнє державне та власницьке село  при річці Борзна за 12 верст, 2297 осіб, 494 дворів, православна церква, школа, 2 постоялих будинки, 2 лавки, вітряний млин.
- Миколаївка — колишнє державне та власницьке село при річці Борзна, 1224 особи, 226 дворів, православна церква, єврейський молитовний будинок, 3 постоялих будинки, постоялий будинок, лавка, вітряний млин.
- Піски — колишнє власницьке село при річці Борзна, 666 осіб, 107 дворів, православна церква, постоялий будинок, лавка, водяний млин, винокурний завод.